# استیو باکینگهام (تهیه‌کننده ضبط)
استفان کریگ باکینگهام تهیه‌کننده و نوازنده آمریکایی است که در نشویل، تنسی کار می‌کند.
باکینگهام یک تهیه‌کننده موسیقی و نوازنده گیتار است که آثار او حداقل ۲۰ آلبوم طلایی و ۱۲ آلبوم پلاتین تولید کرده و چهار جایزه گرمی را برای او به ارمغان آورده است. در سال ۱۹۷۷ که به عنوان یک گیتاریست جوان استودیویی کار می کرد، اولین شانس خود را برای تولید یک قطعه ضبط شده برای یک هنرمند به او داده شد - آن را «من زندگی شبانه را دوست دارم» توسط آلیسیا بریجز نام داشت. این آهنگ به آهنگی ماندگار در سراسر جهان تبدیل شد و به یک آهنگ خاص عصر دیسکو تبدیل شد و به باکینگهام تقریباً در صنعت ضبط جایگاهی فوری بخشید. با اوج گرفتن حرفه‌اش، او ضبط‌های دیان وارویک، ملیسا منچستر، ریکی فان شلتون، مری چاپین کارپنتر، دالی پارتن، تامی وینت، شنایا تواین، دلبندان رودئو ، گارث بروکس و لیندا رانستد را تولید کرد. باکینگهام برای آلبوم‌های دوران حرفه‌ای خود  چهار فیلم بلند موسیقی تولید کرده است، از جمله برنده گرمی برای ضبط ماپت‌ها «آن پرنده را دنبال کن (موسیقی متن فیلم اصلی)»  او به مدت ده سال معاون هنرمندان و رپرتوار در کلمبیا رکوردز و معاون ارشد ونگارد رکوردز و شوگر هیل رکوردز بود.  بعداً در دوران حرفه ای خود، او به عنوان مربی کمکی تاریخ موسیقی در مدرسه موسیقی بلر دانشگاه وندربیلت در نشویل مشغول به کار شد.  